# Рауаби (Шарм-эш-Шейх)
Рауаби (араб. قرية روابى‎, Rawabi) — населённый пункт в Арабской Республике Египет.
Населённый пункт расположен на юге Синайского полуострова, северо-восточнее международного аэропорта Шарм-эш-Шейх. Восточнее, через дорогу Аль Шейх Зайяд расположен отель Sea Garden Resort. Непосредственного выхода к морю населённый пункт не имеет.
Населённый пункт застроен трёхэтажными домами, в большинстве своём требующими как минимум косметического ремонта. В западной части населённого пункта начато строительство комплекса из домов с апартаментами и шикарных вилл.
В Рауаби проживают арабы-египтяне.
Слово Рауаби переводе с арабского означает «Холмы».